# 뤄전위

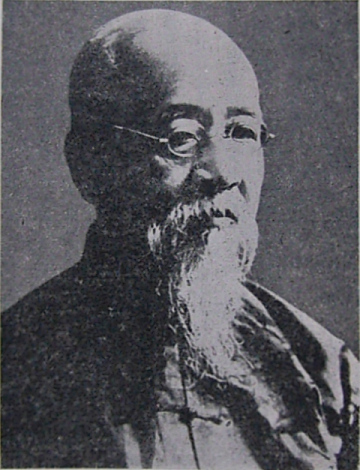
뤄전위

뤄전위(중국어 간체자: 罗振玉, 정체자: 羅振玉, 병음: Luó Zhènyù, 1866년 8월 8일 ~ 1940년 5월 14일)는 중국 청나라 말기부터 중화민국, 만주국 등지에서 활동한 고고학자, 문헌학자, 금석학자, 골동품학자이다. 자는 숙온(叔蘊) 또는 숙언(叔言), 호는 설당(雪堂)이다. 금석학 및 고증학에 저명한 학자로 알려져있으며, 특히 사재를 털어 명나라, 청나라 시대 황실 문서 보존에 힘쓴 것으로 유명하다.

## 생애
저장성 상위현(上虞縣) 출신이며, 청일 전쟁 이후 상하이에서 농학(農學) 관련 서적을 출판하면서 제도의 개선 및 새 지식 도입의 개척자 역할을 하였다. 이후 1896년 동료들과 함께 동문학사(東文學社)를 설립해 영어와 일본어, 과학 등의 학문을 왕궈웨이 등에게 지도했으며, 1901년 일본을 방문해 메이지 유신 당시의 교육 제도를 연구하였다.
이후 1906년부터 관직에 등용되어 주로 농업과 관련된 다양한 직책을 역임했으며, 1909년부터 1912년까지 경사대학당(京師大學堂) 농과 대학(農科大學)의 감독을 맡았다. 1912년 신해혁명 발발 이후에는 일본으로 망명하였으며, 교토에 거주하면서 고증학을 공부하였다. 그 뒤 1919년 톈진으로 돌아와 선통제의 퇴위에 반대하여 복권 운동을 펼치는 등 정치 활동을 하였으며, 선통제의 사부(師傅)로를 맡아 교육을 담당하였다.
그 뒤 1932년 만주국 설립 이후에는 만주국 참의부의 참의(參議) 및 만주국 감찰원의 감찰원장(監察院長) 등을 역임했으며, 일만문화협회(日滿文化協會)의 회장을 맡았다. 또한 공화제에 반대하며 군주제를 주장하기도 했으며, 선통제가 실권을 잃은 뒤인 1938년 관직에서 물러나 생애를 마칠 때까지 다롄에서 거주하였다.

## 학자로서의 업적
1891년 유악(劉鶚)을 만나 갑골 문자의 탁본을 살펴볼 기회를 얻게 되었으며, 유악의 사후 많은 자료에 대한 연구를 거듭해 1914년 이를 정리한 <은허서계고석(殷墟書契考釋)>을 편찬하였다. 이에 왕궈웨이, 둥쭤빈, 궈모뤄와 함께 '갑골사당(甲骨四堂)'으로 불리기도 한다.
또한 둔황학(敦煌學) 분야에도 많은 관심을 보였으며, 1909년 둔황문헌(敦煌文獻)을 보유한 폴 펠리오와 만나 둔황에 아직 방대한 분량의 고서적과 판본이 있다는 것을 알게 된 뒤, 나머지 자료들을 경사도서관(京師圖書館)으로 이송하는 작업을 추진하기도 했다.
이외에 자금성에 보관되어 있던 명나라와 청나라 시대의 당안(檔案)이 폐기될 위기에 처하자 사재를 털어 해당 자료들을 환매해 자료들이 보존될 수 있게 하였다.